# Calodexia fuscus
Calodexia fuscus là một loài ruồi trong họ Tachinidae.